# Tony Mordente
Tony Mordente, pseudonimo di Anthony Charles Mordente (New York, 3 dicembre 1935 – Henderson, 11 giugno 2024), è stato un ballerino, coreografo, regista televisivo e attore statunitense.

## Biografia
Dopo aver studiato alla Fiorello H. LaGuardia High School, Mordente fece il suo debutto come ballerino al Jacob's Pillow Dance, per poi unirsi alla compagnia di danza del Radio City Music Hall di New York. Qui fu "scoperto" da Michael Kidd, che lo prese nel cast del musical Li'l Abner a Broadway nel 1956. L'anno successivo entrò nel cast della produzione originale del musical di Leonard Bernstein, Stephen Sondheim e Arthur Laurents West Side Story, dove recitò nel ruolo di A-Rab accanto a Chita Rivera e Carol Lawrence. Il musical, diretto e coreografato da Jerome Robbins, fu un successo da oltre settecento repliche e Mordente restò nel cast anche quando West Side Story fece il suo debutto a Londra nel 1958, in scena all'His Majesty's Theatre.
Nel 1960 tornò a Broadway nella prima di Bye Bye Birdie, in cui interpretò un ruolo minore e fu primo sostituto per il ruolo del protagonista. Il coreografo Gower Champion gli affidò il compito di ricreare le coreografie e i movimenti originali per la prima produzione londinese, andata in scena nel West End l'anno successivo; sempre nel 1961, Mordente fece il debutto sul grande schermo nell'adattamento cinematografico di West Side Story, questa volta nel ruolo di Action: il film fu un successo da dieci premi Oscar. Dopo l'esperienza da assistente coreografo per Bye Bye Birdie, Mordente smise di recitare a teatro per dedicarsi soprattutto alla coreografia: nel 1964 fu l'assistente coreografo per il musical di Broadway Ben Franklin in Paris e nel 1966 co-coreografò lo sfortunato musical Colazione da Tiffany. Dopo un altro fallimentare progetto, il musical How Do You Do I Love You, che chiuse durante il rodaggio prima del debutto a New York, Tony Mordente coreografò da solo Here's Where I Belong; il musical fu un altro flop e chiuse a Broadway dopo una sola rappresentazione.
Dopo i fallimenti sulle scene, Mordente abbandonò il teatro per dedicarsi alla regia televisiva e dalla metà degli anni settanta ai primi anni 2000 diresse numerosi episodi di diverse serie TV, tra cui trentasette episodi di Walker Texas Ranger e trentasette episodi di Settimo cielo.

## Vita privata
Fu sposato con la ballerina Chita Rivera dal 1957 al 1966: la coppia ebbe una figlia, l'attrice Lisa Mordente. Tony Mordente ebbe anche un'altra figlia, Adriana, da una relazione precedente.

## Filmografia parziale

### Regista

#### Cinema
- Just Tell Me You Love Me (1978)

#### Televisione
- Doc - serie TV, 2 episodi (1975-1976)
- Rhoda - serie TV, 42 episodi (1975-1978)
- Phyllis - serie TV, 1 episodio (1976)
- Buongiorno, dottor Bedford - serie TV, 3 episodi (1976)
- Provaci ancora Lenny - serie TV, 5 episodi (1977)
- L'impareggiabile giudice Franklin - serie TV, 8 episodi (1977-1978)
- M*A*S*H - serie TV, 2 episodi (1978-1979)
- Quincy - serie TV, 2 episodi (1979)
- Angie - serie TV, 3 episodi (1979-1980)
- Benson - serie TV, 5 episodi (1979-1980)
- I novellini - serie TV, 6 episodi (1979-1980)
- Flo - serie TV, 1 episodio (1981)
- La famiglia Brady - serie TV, 1 episodio (1981)
- Con affetto, tuo Sidney - serie TV, 8 episodi (1981-1982)
- Soldato Benjamin - serie TV, 3 episodi (1982-1983)
- Casa Keaton - serie TV, 6 episodi (1982-1983)
- Hardcastle & McCormick - serie TV, 16 episodi (1983-1986)
- Riptide - serie TV, 4 episodi (1984-1986)
- A-Team - serie TV, 8 episodi (1984-1986)
- Hunter - serie TV, 14 episodi (1985-1991)
- Cacciatori di ombre - serie TV, 2 episodi (1986)
- Ralph supermaxieroe - serie TV, 1 episodio (1986)
- Quartieri alti - serie TV, 10 episodi (1986-1987)
- La famiglia Hogan - serie TV, 1 episodio (1987)
- Due come noi - serie TV, 2 episodi (1987)
- Matlock - serie TV, 10 episodi (1987-1990)
- Walker Texas Ranger - serie TV, 36 episodi (1993-1998)
- La legge di Burke] - serie TV, 2 episodi (1995)
- Settimo cielo - 33 episodi (1997-2003)
- Love Boat - The Next Wave - serie TV, 4 episodi (1998-1999)

### Attore

#### Cinema
- West Side Story, regia di Jerome Robbins e Robert Wise (1961)
- Il giorno più lungo (The Longest Day), regia di Ken Annakin, Andrew Marton, Bernhard Wicki, Gerd Oswald, Darryl F. Zanuck (1962)
- Strano incontro (Love with the Proper Stranger), regia di Robert Mulligan (1963)
- Squadra d'emergenza (The New Interns), regia di John Rich (1963)

#### Televisione
- Combat! - serie TV, 2 episodi (1962)
- The Outer Limits - serie TV, 1 episodi (1964)
- Riptide - serie TV, 1 episodio (1986)
- Hunter - serie TV, 1 episodio (1993)
- Walker Texas Ranger - serie TV, 1 episodio (1996)

## Doppiatori italiani
- Ferruccio Amendola in West Side Story